# Las Guáranas
Las Guáranas – miasto i gmina na Dominikanie, położone w północnej części prowincji Duarte. 

## Opis
Miasto założone 1998 roku, obecnie zajmuje powierzchnię 86,49 km² i liczy 10 371 mieszkańców 1 grudnia 2010.